# Hebborner Hof
Hebborner Hof ist ein Ortsteil im Stadtteil Hebborn von Bergisch Gladbach. Heute befindet sich auf dem Hebborner Hof eine große Reitanlage.

## Geschichte
Der Hebborner Hof war eine hochmittelalterliche Siedlungsgründung der Grafen von Berg. Er findet erstmals 1280 Erwähnung als Hardeburne. Im Paffrather roten Meßbuch von 1454 erscheint er mit dem Namen hatborn. Der Hebborner Hof besaß ein Hofgericht, das für die Honschaft Combüchen zuständig war. Gerichtsherr und Eigentümer des Hebborner Hofes war seit ca. 1100 der Graf von Berg in Altenberg und ab 1133 in Burg an der Wupper. Das im Mittelalter mündlich tradierte Hofrecht wurde 1481 in einem Weistum schriftlich festgehalten. Nach dem Wiener Kongress wurde der Hebborner Hof durch die Kölner Regierung neu vermessen und der Grundbesitz mit 145 Morgen beziffert. Diese Größe wurde später durch Hinzukäufe und Erbteilungen immer wieder verändert.
Die Topographia Ducatus Montani des Erich Philipp Ploennies, Blatt Amt Porz, belegt, dass der Wohnplatz 1715 als Freyhof kategorisiert wurde.
Carl Friedrich von Wiebeking benennt die Hofschaft auf seiner Charte des Herzogthums Berg 1789 als Hebborn. Aus ihr geht hervor, dass Hebbornerhof zu dieser Zeit Teil der Honschaft Combüchen im Kirchspiel Paffrath war.
Unter der französischen Verwaltung zwischen 1806 und 1813 wurde das Amt Porz aufgelöst und Hebbornerhof wurde politisch der Mairie Gladbach im Kanton Bensberg zugeordnet. 1816 wandelten die Preußen die Mairie zur Bürgermeisterei Gladbach im Kreis Mülheim am Rhein. Mit der Rheinischen Städteordnung wurde Gladbach 1856 Stadt, die dann 1863 den Zusatz Bergisch bekam.
Der Ort ist auf der Topographischen Aufnahme der Rheinlande von 1824 und auf der Preußischen Uraufnahme von 1840 als Hebborn  verzeichnet. Ab der Preußischen Neuaufnahme von 1892 ist er auf Messtischblättern regelmäßig als Hebborner Hof oder ohne Namen verzeichnet.
Aufgrund des Köln-Gesetzes wurde die Stadt Bensberg mit Wirkung zum 1. Januar 1975 mit Bergisch Gladbach zur Stadt Bergisch Gladbach zusammengeschlossen. Dabei wurde auch Hebbornerhof Teil von Bergisch Gladbach. Der Hebborner Hof ist Teil des Kirchspiels Paffrath bis zur Abpfarrung von Hebborn.
| Jahr | Einwohner | Wohn- gebäude | Kategorie  |
| ---- | --------- | ------------- | ---------- |
| 1845 | 16        | 1             | Ackergut   |
| 1871 | 12        | 1             | Einzelhaus |
| 1885 | 14        | 1             | Wohnplatz  |
| 1895 | 12        | 1             | Wohnplatz  |
| 1905 | 11        | 1             | Wohnplatz  |

## Baudenkmal
Der Hebborner Hof ist unter Nr. 54 in die Liste der Baudenkmäler in Bergisch Gladbach eingetragen.